# Castello di Kalmar
Il castello di Kalmar è un castello svedese del XII secolo. Si trova in prossimità dello Slottsfjärden vicino al porto medievale di Kalmar. Sin dalla sua costruzione il castello ha svolto un ruolo cruciale per la storia svedese. Insieme alla fortezza delle Tre Kronor, alla Fortezza di Vyborg e alla fortezza di Älvsborg è considerato uno dei principali quattro castelli svedesi.

## Storia

### Origini
Ad iniziare la costruzione del castello fu Canuto I di Svezia nel 1100 che spostò la cittadella dalla terraferma ricostruendola sull'isolotto vicino al porto medievale, racchiudendola in una serie di torri fortificate. I lavori proseguirono sotto Magnus Ladulås che intorno al 1280 innalzò l'attuale dongione del castello.Magnus Eriksson nel 1337 ampliò notevolmente il castello, in maniera particolare il piano terra e costruì un'ulteriore cinta muraria oltre che un portale difensivo sulla facciata principale.

### Unione di Kalmar
Nel 1397 il castello di Kalmar si trovò al centro di uno dei più importanti eventi politici della storia dei paesi nordici: l'Unione di Kalmar. Il castello diventò proprietà della potente Margherita I di Danimarca che unì sotto il suo dominio Danimarca, Svezia e Norvegia. 
Un'altra donna che influenzò molto la politica a Kalmar fu Anna Eriksdotter, comandante del castello e alleata della corona di Danimarca contro Gustavo Vasa al momento del suo rientro in Svezia nel 1520. Gustavo Vasa sarà il primo re di Svezia dopo le monarchie elettive medievali e responsabile dello scioglimento dell'Unione di Kalmar. 
Nel 1523 Kalmar era seconda per importanza solo a Stoccolma, sennonché, visto il pericolo rappresentato dai tedeschi che intendevano bruciare Kalmar, gli abitanti si allearono con le truppe svedesi di Arvid Gustafsson Västgöte che poterono marciare sulla città e insediarsi sull'isola di Öland.

### Massimo splendore
Dopo il periodo tragico dell'ascesa di Gustavo Vasa, nel 1535 il castello di Kalmar si presentava in pessimo stato. Sarà Henrik von Cöllen ad occuparsi della ricostruzione e dell'ampliamento con l'aggiunta di nuove ali della struttura completate successivamente da Jacob Richter.
Negli anni '60 del XVI secolo il Castello divenne residenza di Erik XIV di Svezia per opera del quale iniziarono una serie di lavori che proseguirono sotto la guida degli architetti Johan Baptista Pahr e Dominicus Pahr fino al 1575 dando al castello il magnifico aspetto rinascimentale, tuttora osservabile. 
Successivamente e sino al 1611 il castello continuò ad ampliarsi dotandosi di una cappella reale, intensificando le fortificazioni e i collegamenti tra le nuove e vecchie torri e rendendo la struttura difensiva compatta e moderna con la dotazione di 280 cannoni. Solo nel 1611 per un biennio il castello fu nuovamente scenario di guerre e distruzioni durante la cosiddetta Guerra di Kalmar. Tuttavia nel 1613 con la capitolazione di Christer Somme il castello tornò nelle mani del Re di Svezia.

### Declino e trasformazione in prigione
Sul finire del XVIII secolo il castello entrò in una lunga fase di declino. Gli storici svedesi contano circa 22 prese del castello distribuite su tre secoli ma esso non venne mai completamente abbattuto. D'altra parte molte torri furono danneggiate e la capacità difensiva risultò enormemente indebolita. Dal 1766 diventò una prigione celebre. Tra i prigionieri rinchiusi lì, il più famoso è senz'altro Thomas Leopold esponente del pietismo radicale svedese. Le condizioni dei prigionieri erano pessime e molti morirono di scorbuto a causa dell'assenza di vestiti e dell'insufficienza del riscaldamento in inverno.

### Ricostruzione
Negli anni '50 del XIX secolo ad opera di Oscar I di Svezia iniziò una massiva fase di ricostruzione e il castello ritornò al suo antico splendore. Nel 1852 il Riksdag (il parlamento svedese) stanziò 80.000 SEK per il trasferimento dei detenuti e il restauro della facciata esterna del castello. Sul finire del secolo nel castello venne fondato il Museo di Kalmar ad opera di Gustav Volmar Sylvander e contemporaneamente iniziarono gli scavi archeologici d'indagine sulle fondamenta del castello e uscirono diverse pubblicazioni sulla sua storia.

## Galleria d'immagini

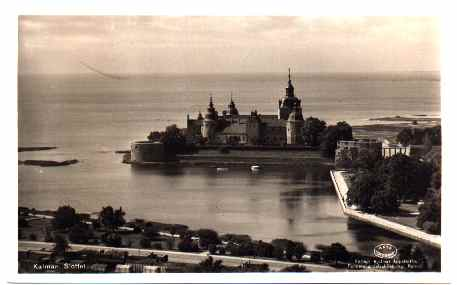
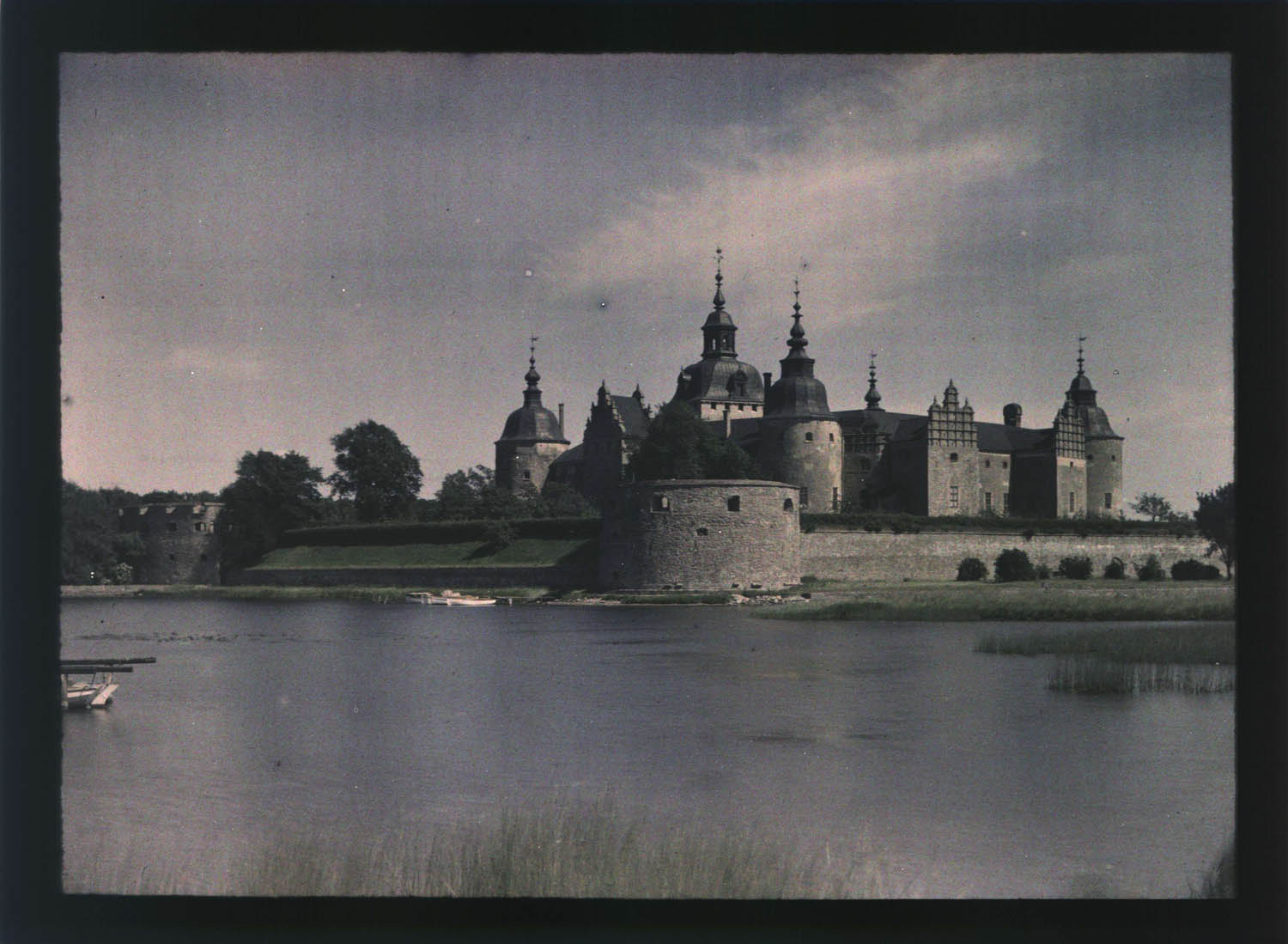
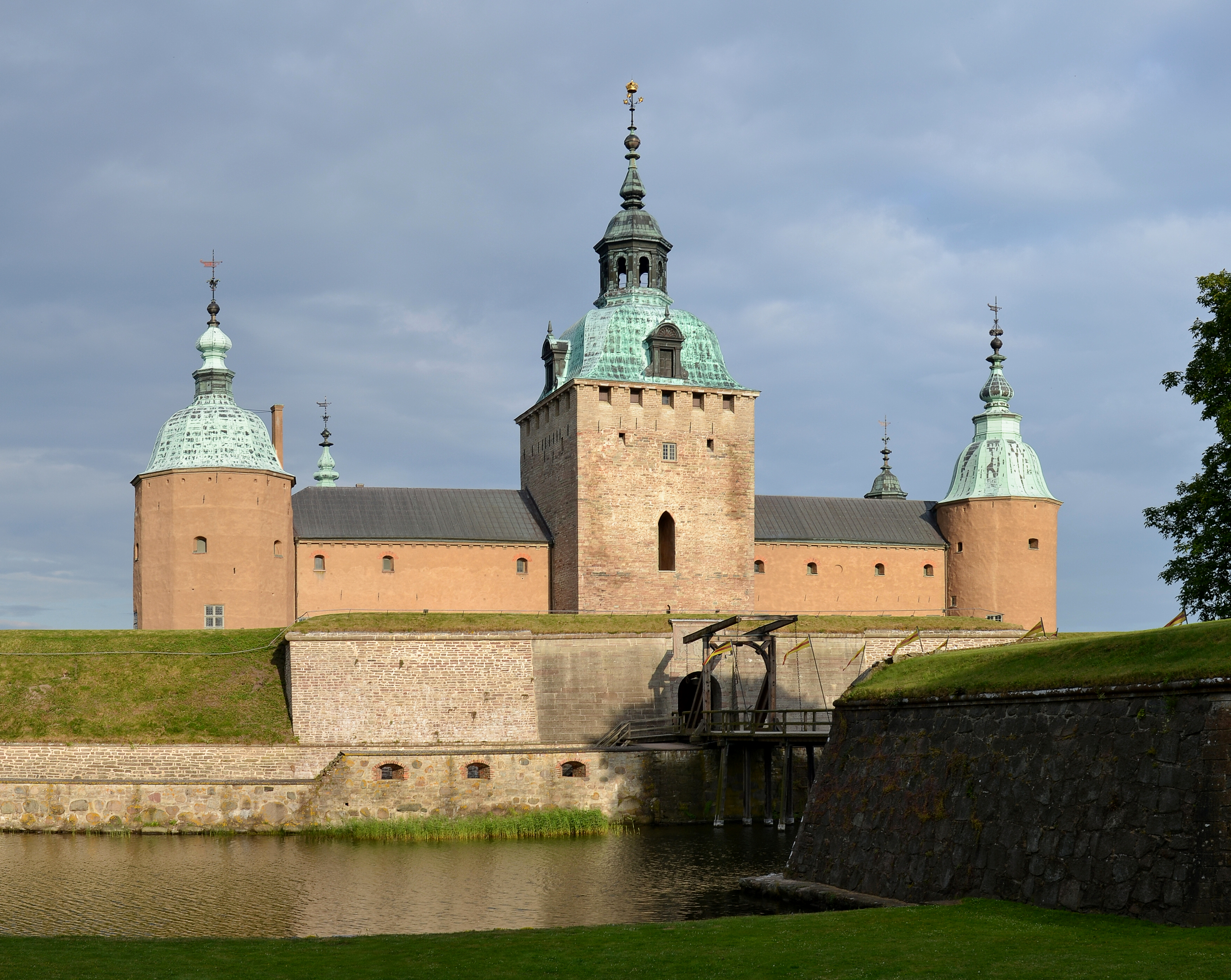
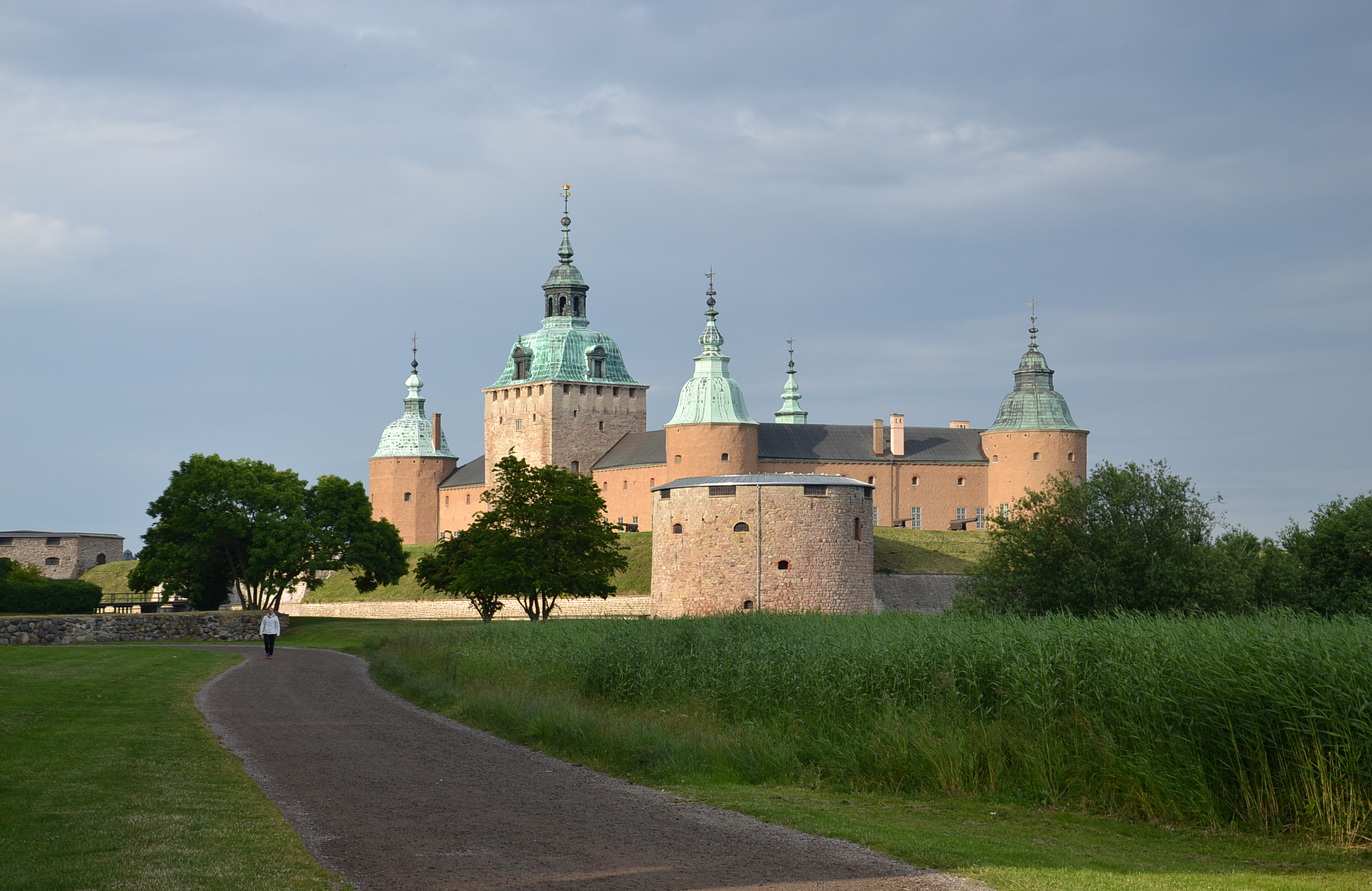
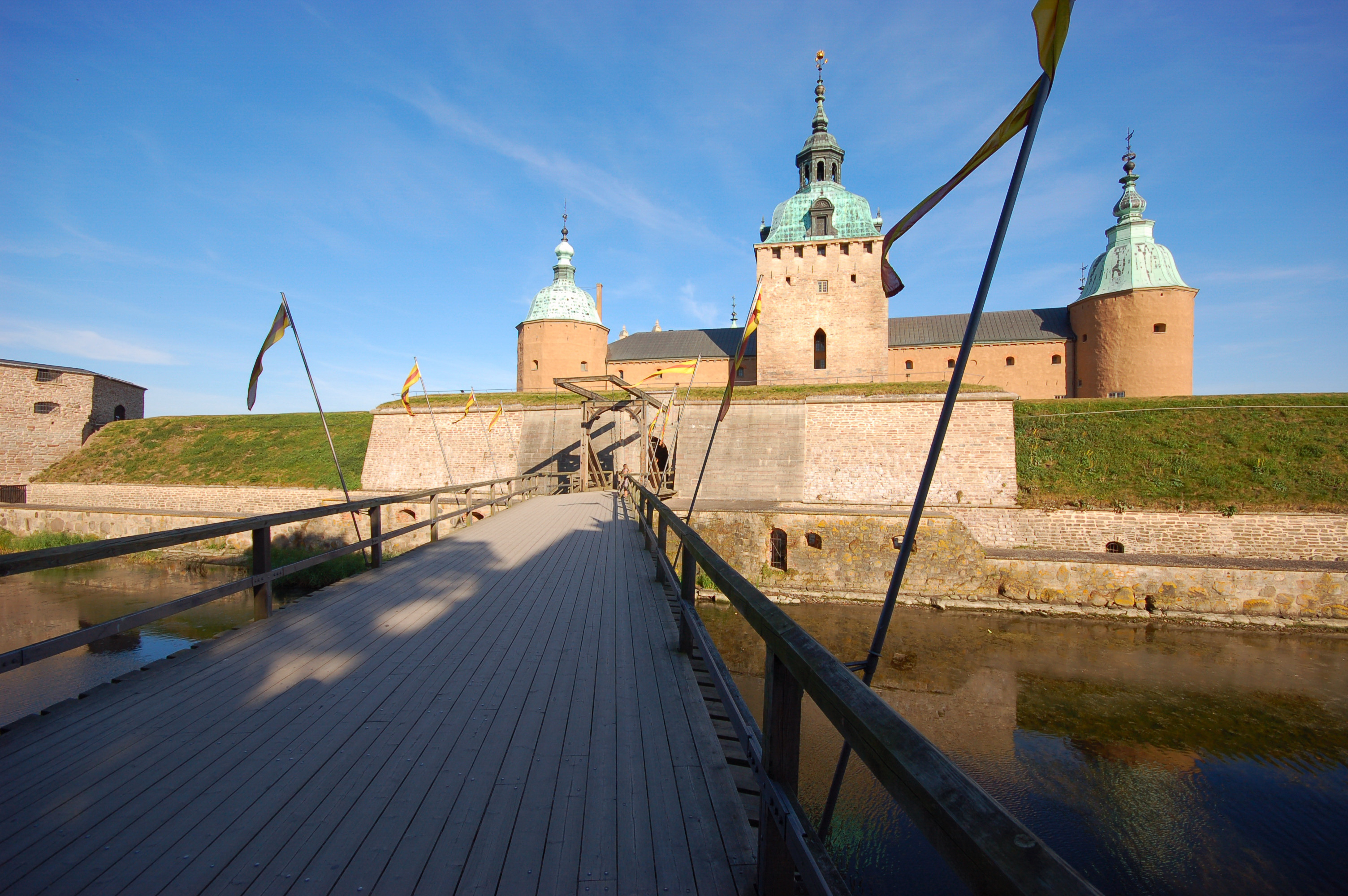
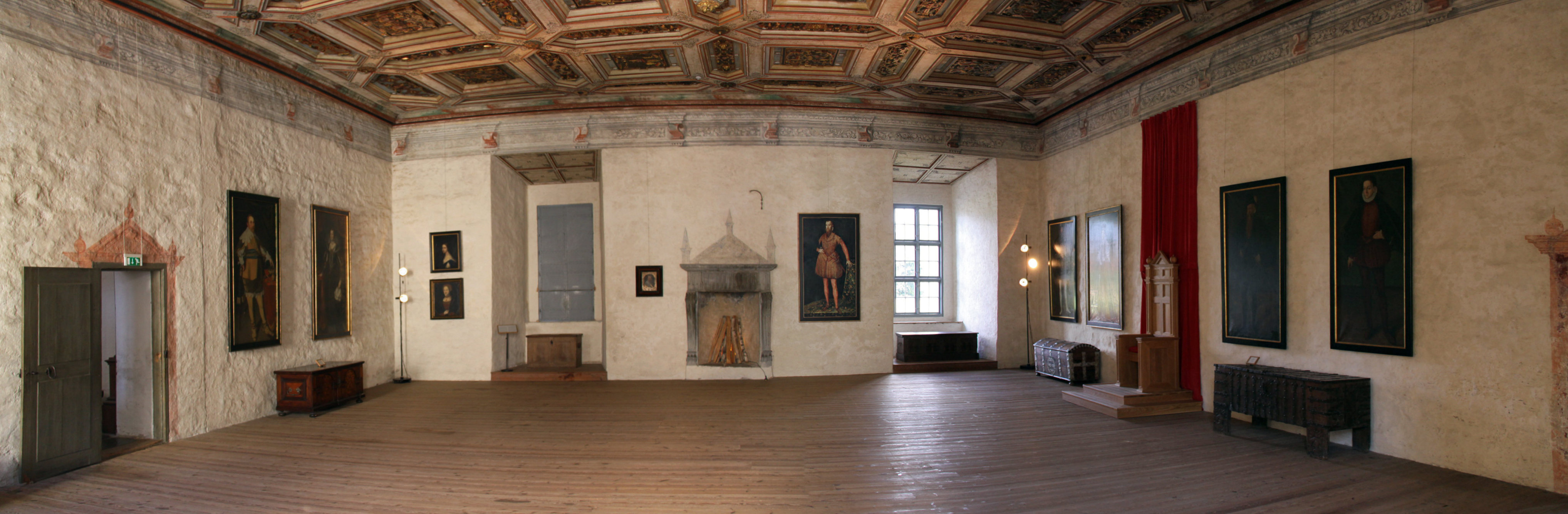
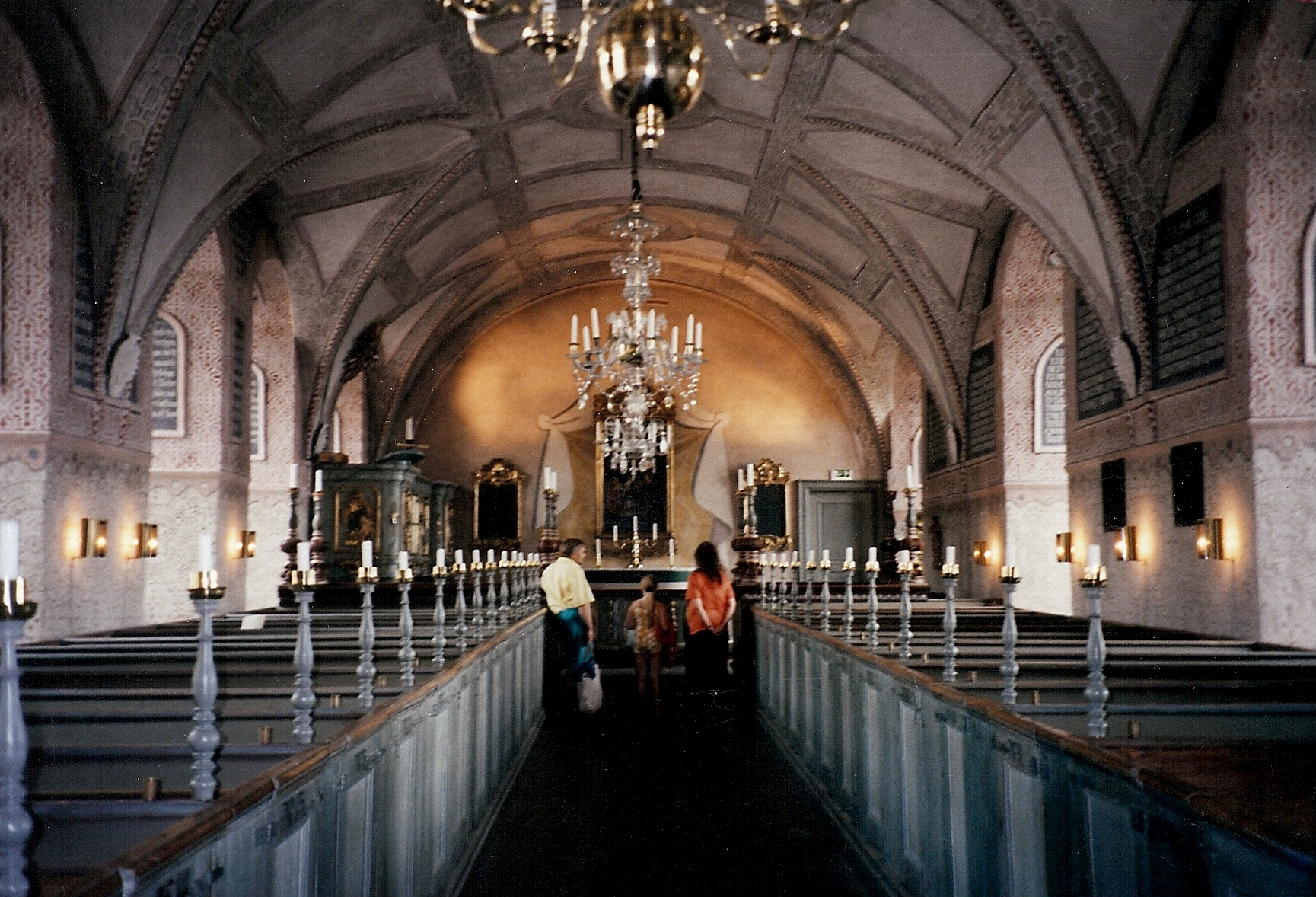
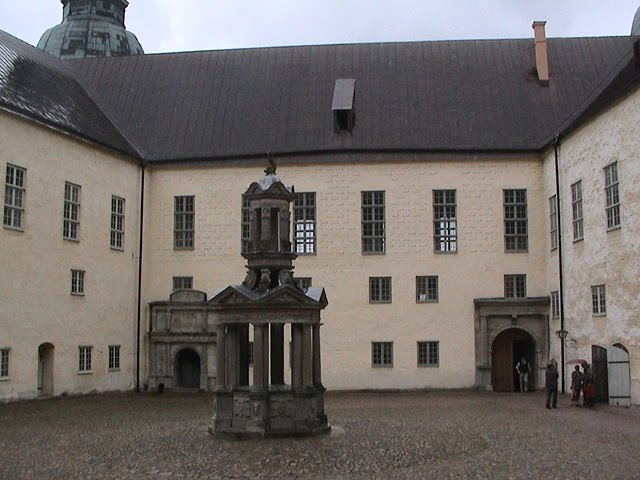